# B. Z. Goldberg
Ben Zion Goldberg (* 1963) ist ein US-amerikanischer Filmproduzent, Filmregisseur, Drehbuchautor und Dokumentarfilmer. Große Bekanntheit erlangte er durch seinen Dokumentarfilm Hass und Hoffnung – Kinder im Nahostkonflikt, wofür er das Drehbuch schrieb, gemeinsam mit Justine Shapiro als Produzent verantwortlich war und zudem sein Regiedebüt gab. Hierfür erhielt er eine Oscarnominierung bei der Oscarverleihung 2002 in der Kategorie „Bester Dokumentarfilm“. Die Auszeichnung erhielten Jean-Xavier de Lestrade und Denis Poncet für Ein Mörder nach Maß. Bei der Primetime-Emmy-Verleihung 2002 erhielt er zwei News & Documentary Emmy Awards für seine Beteiligung an dem Dokumentarfilm.
Im Jahr 2011 wurde der Film Shilton Ha Chok veröffentlicht, wobei er als Mitproduzent verantwortlich war.